# Marino (Lazio)
 For alternative betydninger, se Marino. (Se også artikler, som begynder med Marino)
Marino er en italiensk by (og kommune) i regionen Lazio i Italien, med omkring 46.347(2023) indbyggere.